# Genesis Motor
Genesis Motor è una casa automobilistica sudcoreana attiva dal 2015, facente parte della Hyundai Motor Company. Il marchio Genesis è stato ufficialmente annunciato come un marchio autonomo il 4 novembre 2015.

## Storia

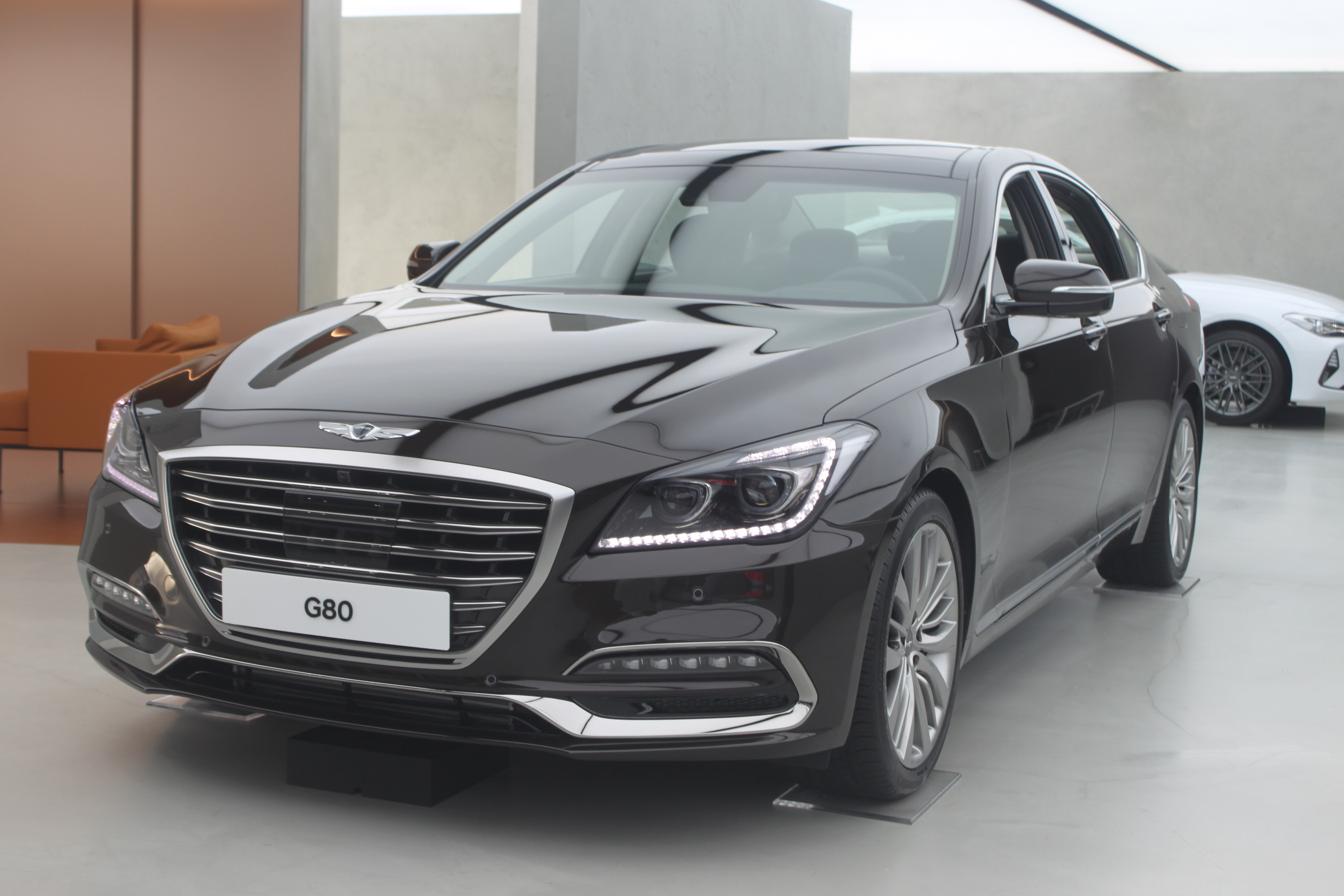
Genesis G80

I modelli Genesis sono progettati a Rüsselsheim in Germania, a Namyang in Corea del Sud e Irvine negli Stati Uniti. Vengono prodotti a Ulsan in Corea del Sud.
Tra novembre 2015 e ottobre 2018, la Genesis ha venduto 206 882 veicoli; del totale, 127.283 erano Genesis G80, 52 417 erano Genesis G90 e 27 182 erano Genesis G70. Nel 2016, Genesis ha venduto 66 029 auto in Corea del Sud.
Manfred Fitzgerald, ex direttore del marchio e del design di Lamborghini, è vicepresidente esecutivo. Luc Donckerwolke, ex direttore del design di Bentley, Lamborghini e Audi, è a capo delle operazioni di progettazione. Peter Schreyer, ex progettista Volkswagen e Audi, è presidente e responsabile della progettazione. Albert Biermann, ex capo della divisione BMW Motorsport, supervisiona la messa a punto e il collaudo. Sang-yup Lee, ex designer della Chevrolet e Bentley, ed Alexander (Sasha) Selipanov, ex designer della Bugatti, sono responsabili del design. Fayez Rahman, ex capo dello sviluppo BMW, è vicepresidente dello sviluppo telaistico.

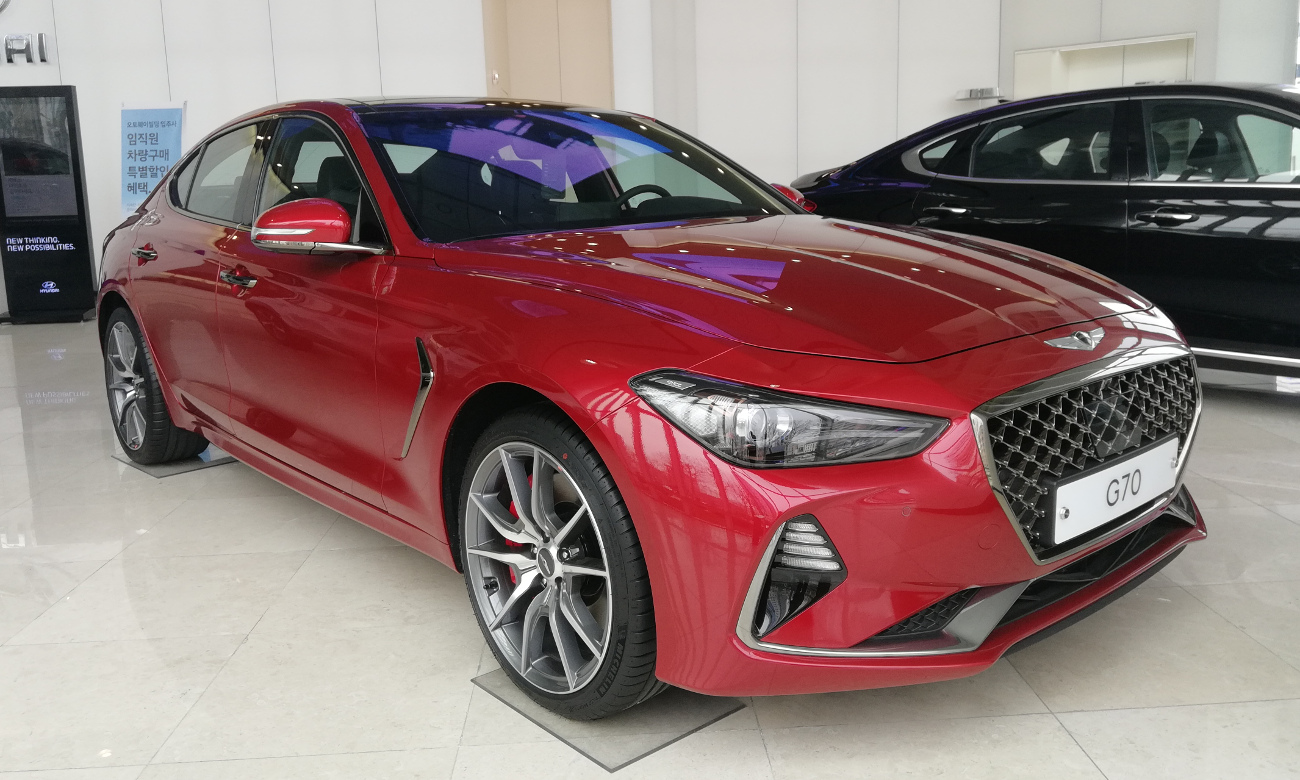
Genesis G70

Genesis Motor ha annunciato il lancio del suo primo modello, la G90 (EQ900 in Corea del Sud) il 9 dicembre 2015. Il G90 funge da ammiraglia del marchio. La Genesis è stata lanciata negli Stati Uniti alla fine del 2016, con la vendita dei modelli G80 e G90. I rivenditori inizialmente sono un sottoinsieme dei rivenditori Hyundai già presenti nei punti vendita, con spazi appositi per le vetture della Genesis all'interno delle sale di esposizione e dei concessionari. Il 14 settembre 2016 il costruttore ha annunciato un terzo modello, la Genesis G70, presentata a Namyang, in Corea del Sud. L'auto è stata presentata sul negli Stati Uniti durante il New York Auto Show il 28 marzo 2018. Nel giugno 2018 la Genesis Motor si è classificata al primo posto in uno studio sulla qualità delle vetture effettuato dalla J.D. Power.
Nel 2022 viene annunciata la commercializzazione in Europa del crossover GV60, primo modello elettrico della casa coreana basato su piattaforma E-GMP.